# Astragalus arnottianus
Astragalus arnottianus es una especie de planta del género Astragalus, de la familia de las leguminosas, orden Fabales.
Fue descrita científicamente por (Gillies ex Hook. & Arn.) Speg.